# Monte do Faro
O Monte do Faro é um maciço montanhoso no concelho de Vila Flor, Portugal.
No seu pico mais alto tem uma altitude de aproximadamente 565 metros.